# Lucian P. Gibson
Pour l’article homonyme, voir Gibson.
Lucian Porter Gibson était un pianiste et compositeur américain de musique ragtime. Il est né le 8 août 1890 à Saint-Louis dans le Missouri, et décéda le 28 août 1959 dans cette même ville, à l'âge de 69 ans. On ne lui connaît que deux compositions (toutes deux arrangées par Artie Matthews) ; "Jinx Rag" (1915), et "Cactus Rag" (1916). 
Il n'existe pas de photographie connue de Lucian P. Gibson.

## Compositions
1915
- Jinx Rag

1916
- Cactus Rag